# Cygan (film 2011)
Cygan (tyt. oryg. Cigan) – słowacko-czeski film fabularny z 2011 roku, wyreżyserowany przez Martina Šulíka. Film został zgłoszony jako słowacki kandydat do nagrody Amerykańskiej Akademii Filmowej dla najlepszego filmu nieanglojęzycznego, ale nie uzyskał nominacji.

## Opis fabuły
Bohaterem filmu jest Adam, czternastoletni chłopiec z romskiej osady. Po śmierci ojca, matka Adama wychodzi za mąż za Žiga - brata zmarłego męża, złodzieja i lichwiarza. W tej sytuacji chłopiec musi nagle dorosnąć. Opiekuje się rodzeństwem, starając się je ochronić przed wpływem ojczyma. Chłopiec fascynuje się boksem i kocha Julkę. Kiedy matka Adama zostaje odwieziona do szpitala położniczego, ojczym wciąga rodzeństwo w ciemne interesy, którymi się zajmuje.

## Obsada
- Miroslav Gulyas jako Žigo
- Martina Kotlarova jako Julka
- Jan Mizigar jako Adam
- Attila Mokos jako ksiądz
- Martin Hangurbadžo jako Marián
- Miroslava Jarábeková jako matka Adama
- Ivan Mirga jako ojciec Adama
- Jakub Čonka jako Marek
- Matej Čonka jako Tibor
- Cyril Mirga jako Vinco
- Patrik Badžo jako Andrej

## Nagrody i wyróżnienia
- Festiwal Filmowy w Karlowych Warach
  - nagroda Don Kichota
  - specjalna nagroda jury
- Festiwal Filmu Europejskiego Les Arcs
  - wielka nagroda jury